# Aréthuse (1916)
Aréthuse (Q97) – francuski oceaniczny okręt podwodny z czasów I wojny światowej i okresu międzywojennego, czwarta zamówiona jednostka typu Amphitrite. Została zwodowana 20 kwietnia 1916 roku w stoczni Arsenal de Toulon i w tym samym roku weszła do służby w Marine nationale. Jednostka służyła podczas wojny na Morzu Śródziemnym i Adriatyku, a z listy floty została skreślona w 1927 roku.

## Projekt i budowa
„Aréthuse” zamówiona została na podstawie programu rozbudowy floty francuskiej z 1909 roku. Jednostkę zaprojektował inż. Julien Hutter, ulepszając swój projekt okrętów typu Clorinde. 
„Aréthuse” zbudowana została w Arsenale w Tulonie. Stępkę okrętu położono w 1912 roku, został zwodowany 20 kwietnia 1916 roku i w tym samym roku przyjęto go do służby. Nazwa nawiązywała do mitologicznej nimfy – Aretuzy. Jednostka otrzymała numer burtowy Q97.

## Dane taktyczno–techniczne

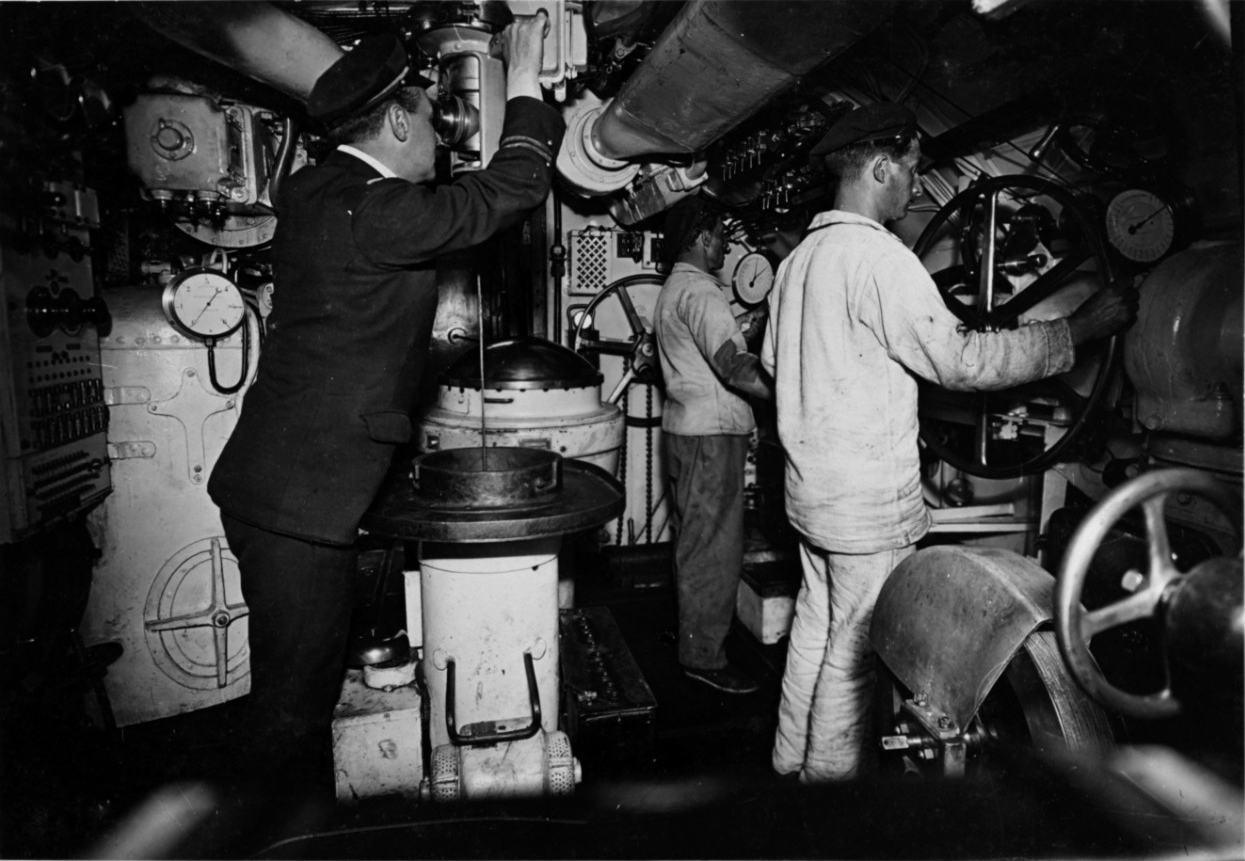
Wnętrze bliźniaczej „Andromaque” (przed 1926 r.)

„Aréthuse” była średniej wielkości oceanicznym okrętem podwodnym o konstrukcji dwukadłubowej. Długość całkowita wynosiła 53,9 metra, szerokość 5,4 metra i zanurzenie 3,3 metra. Wyporność w położeniu nawodnym wynosiła 414 ton, a w zanurzeniu 609 ton. Okręt napędzany był na powierzchni przez dwa dwusuwowe silniki wysokoprężne MAN (wyprodukowane na licencji we francuskiej firmie Schneider) o łącznej mocy 800 koni mechanicznych (KM). Napęd podwodny zapewniały dwa silniki elektryczne Nancy o łącznej mocy 700 KM. Dwuśrubowy układ napędowy pozwalał osiągnąć prędkość 13 węzłów na powierzchni i 9,5 węzła w zanurzeniu. Zasięg wynosił 1300 Mm przy prędkości 10 węzłów w położeniu nawodnym oraz 100 Mm przy prędkości 5 węzłów pod wodą.
Okręt wyposażony był w osiem zewnętrznych wyrzutni torped kalibru 450 mm: dwie na dziobie jednostki oraz sześć systemu Drzewieckiego, z łącznym zapasem 8 torped. Uzbrojenie artyleryjskie stanowiło działo pokładowe kal. 47 mm M1902 L/50, wymienione przed końcem wojny na działo kal. 75 mm M1897 L/35.
Załoga okrętu składała się z 29 oficerów, podoficerów i marynarzy.

## Służba
„Aréthuse” podczas wojny pełniła służbę na Morzu Śródziemnym i Adriatyku. Jednostka została skreślona z listy floty w 1927 roku.